# La vida en el laboratorio

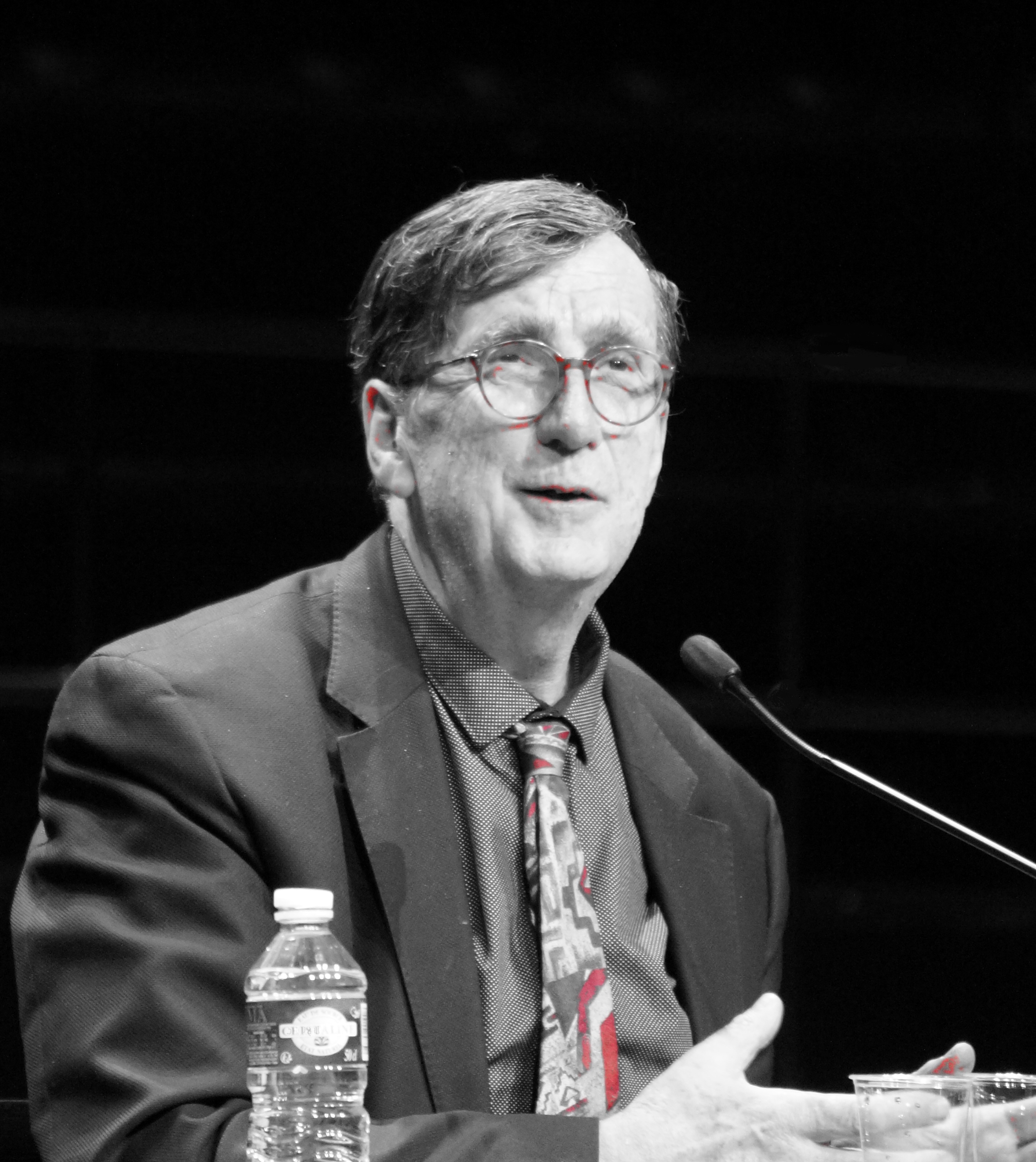
Bruno Latour, autor del libro

La vida en el laboratorio: la construcción de hechos científicos es un libro de 1979 de los sociólogos de la ciencia Bruno Latour y Steve Woolgar.
Este influyente libro en el campo de estudios de ciencias presenta un estudio antropológico del laboratorio científico de Roger Guillemin en el Instituto Salk. Presenta una serie de observaciones sobre cómo se realiza el trabajo científico, incluidas descripciones de la compleja relación entre las prácticas rutinarias de laboratorio realizadas por científicos, la publicación de artículos, el prestigio científico, las finanzas de la investigación y otros elementos de la vida del laboratorio.
El libro está considerado como uno de los trabajos más influyentes en la tradición de los estudios de laboratorio dentro de los Estudios de ciencia, tecnología y sociedad. Está inspirado, pero no totalmente dependiente, en el enfoque etnometodológico. A su vez, sirvió de inspiración para la teoría actor-red (o ANT); muchos de sus conceptos centrales (como transcripción, inscripción, traducción y despliegue de redes) están presentes en La vida en el laboratorio.

## Introducción y metodología
Latour y Woolgar afirman que su trabajo "se refiere a la forma en que las actividades diarias de los científicos en actividad conducen a la construcción de hechos científicos" (40). La vida en el laboratorio, por tanto, se opone al estudio de momentos escandalosos en los que el llamado funcionamiento "normal" de la ciencia fue interrumpido por fuerzas externas. Por el contrario, Latour y Woolgar dan cuenta de cómo se producen los hechos científicos en un laboratorio in situ, o como sucede.

## Un antropólogo visita el laboratorio
La metodología inicial de La vida en el laboratorio implica una "extrañeza antropológica" (40) en la que el laboratorio es una tribu ajena al investigador. El estudio del laboratorio comienza con un relato semificticio de un observador ignorante que no sabe nada de laboratorios o científicos. En este relato, Latour y Woolgar "ponen entre paréntesis" (44) sus conocimientos previos de la práctica científica e irónicamente hacen preguntas aparentemente sin sentido sobre las prácticas observadas en el laboratorio, como "¿Son los acalorados debates frente a la pizarra parte de algún concurso de apuestas? "Al formular y responder estas preguntas, la comprensión del observador de las prácticas de laboratorio se refina gradualmente, lo que lleva a un fuerte enfoque en la importancia de los documentos en papel.
El observador pronto reconoce que todos los científicos y técnicos en el laboratorio escriben de alguna manera, y que pocas actividades en el laboratorio no están conectadas a algún tipo de transcripción o inscripción. El observador extranjero describe el laboratorio como una "extraña tribu" de "escritores compulsivos y maníacos... que pasan la mayor parte de su día codificando, marcando, alterando, corrigiendo, leyendo y escribiendo" (48-9). Los equipos de laboratorio grandes y costosos (tales como bioensayos o espectrómetros de masas) se interpretan como "dispositivos de inscripción" que tienen el único propósito de "transformar una sustancia material en una figura o diagrama" (51). De esta manera, el observador trabaja para organizar y sistematizar el laboratorio de tal manera que "comienza a tomar la apariencia de un sistema de inscripción literaria" (52).
Habiendo concluido que la "producción de artículos" para su publicación en una revista científica es el enfoque principal de un laboratorio, el observador se propone a continuación "considerar los artículos como objetos de la misma manera que los productos manufacturados" (71). Esto implica preguntar cómo se producen los artículos, cuáles son sus elementos constitutivos (o materias primas) y por qué estos  son tan importantes. En primer lugar, los autores reconocen que en los artículos, "algunas declaraciones parecían más hechos que otros" (76). A partir de esta observación, se construye un continuo de facticidad de cinco elementos, que abarca desde declaraciones de tipo 5 que se dan por sentado hasta declaraciones de tipo 1 que son especulaciones sin reservas, con varios niveles intermedios en el medio. La conclusión a la que se llega es que las declaraciones en un laboratorio viajan rutinariamente hacia arriba y hacia abajo en este continuo, y el propósito principal de un laboratorio es tomar declaraciones de un nivel de facticidad y transformarlas a otro nivel.
Sin embargo, Latour y Woolgar reconocen que este relato semificticio de un observador ignorante que pretende sistematizar el laboratorio alienígena tiene varios problemas. Si bien las ricas descripciones del observador sobre la actividad en el laboratorio se consideran precisas, el observador no ha establecido que la interpretación de estos datos en términos de inscripción literaria sea exhaustiva o la única forma en que se pueda analizar la vida del laboratorio. En palabras de los autores, el relato del observador no es "inmune a toda posibilidad de calificación futura" (88).

## La construcción de un hecho: el caso de TRF (H)
El siguiente capítulo tiene como objetivo dar cuenta precisa de la forma en que este proceso opera con respecto a un solo hecho científico: el péptido TRF (H). Este relato histórico, que Latour y Woolgar admiten es, como todas las historias, una " ficción necesariamente literaria" (107), tiene el propósito ostensible de calificar el relato inicial dado por el observador. Con este fin, el capítulo se centra en la forma específica en que TRF (H) se construyó como un hecho, describiendo cómo un científico, Guillemin, "redefinió la subespecialidad TRF únicamente en términos de determinar la estructura de la sustancia" ( 119). Como la secuenciación de TRF (H) requería equipos y técnicas mucho más sofisticados que simplemente determinar sus efectos fisiológicos, Guillemin elevó el costo de entrada a este campo y redujo a sus competidores potenciales en tres cuartas partes.
A continuación, los autores afirman que el hecho relativo a la estructura de TRF (H) progresó por disminuciones en el número de "alternativas 'lógicamente' posibles" (146). Sin embargo, Latour y Woolgar critican la explicación de que "lógica" o "deducción" es una explicación satisfactoria y completa de la forma específica en que se construye un hecho científico. En cambio, como muestra su relato histórico de TRF (H), la "lista de posibles alternativas mediante las cuales podemos evaluar la lógica de una deducción está determinada sociológicamente (más que lógicamente)" (136). Específicamente, los recursos materiales, técnicos y humanos de un laboratorio afectaron qué tipo de desafíos y contra-hechos podrían construirse y formularse, lo que llevó a Latour y Woolgar a concluir más tarde que "el conjunto de declaraciones consideradas demasiado costosas para modificar constituyen lo que se refiere a como realidad" (243).
En la sección anterior, Latour y Woolgar utilizaron un observador semificticio para describir el laboratorio como un sistema literario en el que las meras declaraciones se convierten en hechos y viceversa. Los hechos más sólidos y establecidos eran aquellas declaraciones que podían divorciarse de sus circunstancias contingentes. A continuación, los autores pretenden interrogar cómo opera este proceso en una escala muy pequeña y específica al observar cómo opera este proceso con respecto a la molécula TRF (H), cuya estructura molecular pasó por varias etapas de facticidad tanto dentro como fuera del laboratorio. En esta sección, Latour y Woolgar pretenden "especificar el momento y el lugar precisos en el proceso de construcción de hechos cuando una declaración se transformó en un hecho y, por lo tanto, se liberó de las circunstancias de su producción" (105).
En lugar de intentar construir una "cronología precisa" de lo que "realmente sucedió", en el campo, pretenden demostrar cómo "un hecho duro puede ser deconstruido sociológicamente" (107) mostrando cómo surgió en lo que ellos llaman una red. Una red es "un conjunto de posiciones dentro de las cuales un objeto como TRF tiene significado" (107), y reconocen que TRF solo tiene significado dentro de ciertas redes. Por ejemplo, fuera de la red de la endocrinología posterior a la década de 1960, el TRF es "un polvo blanco anodino" (108), lo que lleva a afirmar que "un hecho bien establecido pierde su significado cuando se divorcia de su contexto" (110). Latour y Woolgar destacan que "decir que TRF está construido no es negar su solidez como un hecho. Más bien, se trata de enfatizar cómo, dónde y por qué se creó ”(127).

## El microprocesamiento de hechos
Este capítulo pasa de relatos históricos más amplios a los microdetalles de la vida en el laboratorio. A través del análisis de las conversaciones y discusiones entre científicos en el laboratorio, muestra que la noción más amplia de ciencia como un debate de ideas contrastantes influye en los científicos reales solo a través de mecanismos sociales. En lugar de intentar hacer sus estudios con más cuidado para asegurarse de obtener la respuesta correcta, los científicos parecen poner todo el cuidado que creen que será necesario para derrotar los contraargumentos de sus detractores y obtener la aclamación que desean por su trabajo.
También señala que las historias que cuentan los científicos sobre la historia de su campo a menudo omiten factores sociales e institucionales a favor de las narrativas del "momento del descubrimiento". Por ejemplo, un científico cuenta esta historia:
Slovik propuso un ensayo, pero su ensayo no funcionó en todas partes; la gente no podía repetirlo; algunos pudieron, otros no. Entonces, un día, Slovik tuvo la idea de que podría estar relacionado con el contenido de selenio en el agua: comprobaron dónde funcionaba el ensayo; y de hecho, la idea de Slovik era correcta, funcionó dondequiera que el contenido de selenio del agua fuera alto. (169)
Esta historia se contrasta con otra basada en entrevistas con los participantes: La Universidad de California exigió que los estudiantes de posgrado obtengan créditos en un campo totalmente ajeno al suyo. Sara, una de las estudiantes de Slovik, cumplió con este requisito al realizar estudios de selenio, ya que tenía una relación vaga con su especialidad. Los estudiantes de posgrado tenían una tradición de seminarios informales donde discutían estas clases no relacionadas. En una reunión, Sara presentó un documento sobre los efectos del selenio en el cáncer y señaló que alguien en el campus propuso que la distribución geográfica del contenido de selenio en el agua podría correlacionarse con la distribución geográfica de las tasas de cáncer. Slovik estuvo en la reunión y pensó que esto podría explicar la diferencia geográfica en el funcionamiento de su ensayo. Llamó a un colega para contarle la idea y pedirle que probara el selenio en el agua.
Una historia dice simplemente que Slovik "entendió la idea"; la otra señala que las instituciones (la Universidad, reuniones de estudiantes de posgrado) y otras personas (Sara, la colega) proporcionaron piezas clave de inspiración.
El capítulo se cierra con el argumento de que los científicos no utilizan simplemente sus dispositivos de inscripción para descubrir entidades ya existentes. En cambio, proyectan nuevas entidades a partir del análisis de sus inscripciones. Declaraciones en el sentido de que "es asombroso que hayan podido descubrirlo" sólo tienen sentido cuando uno ignora el arduo proceso de construir el descubrimiento a partir de las inscripciones disponibles. Del mismo modo, las justificaciones de que el descubrimiento es válido porque funciona bien fuera del laboratorio son falaces. Cualquier afirmación sobre si una nueva sustancia como TRF funciona solo es válida en un contexto de laboratorio (o su extensión); la única forma en que uno puede saber que la sustancia es realmente TRF (y por lo tanto que TRF está funcionando) es mediante análisis de laboratorio. Sin embargo, los autores enfatizan que no son relativistas, simplemente creen que las causas sociales de las declaraciones deben ser investigadas.

## Ciclos de crédito
Los científicos frecuentemente explican su elección de campo refiriéndose a las curvas de interés y desarrollo, como en "la química de los péptidos [está] disminuyendo ... pero ahora ... este es el futuro, la biología molecular, y sabía que este laboratorio se movería más rápido hacia esta nueva área" (191). El deseo de crédito parece ser solo un fenómeno secundario; en cambio, una especie de "capital de credibilidad" parece ser el motivo impulsor. En un estudio de caso, muestran a un científico que elige secuencialmente una escuela, un campo, un profesor para estudiar, una especialidad en la que adquirir experiencia y una institución de investigación en la que trabajar, maximizando y reinvirtiendo esta credibilidad (es decir, capacidad para hacer ciencia ), a pesar de no haber recibido mucho crédito (por ejemplo, premios, reconocimientos).
Cuatro ejemplos: (a) X amenaza con despedir a Ray si su ensayo falla, (b) varios científicos inundan un campo con teorías después de un experimento exitoso y luego se van cuando nueva evidencia refuta sus teorías, (c) Y apoya los resultados de "un pez gordo en su campo" cuando otros los cuestionan para recibir invitaciones a reuniones del pez gordo donde Y puede conocer gente nueva, (d) K descarta algunos de los resultados de L con el argumento de que la "buena gente" no los creerá a menos que se reduzca el nivel de ruido (en contraposición a que K piense que no son confiables).
La credibilidad de un científico y sus resultados se consideran en gran medida idénticos. "Para un científico activo, la pregunta más importante no es '¿Pagué mi deuda en forma de reconocimiento por el buen artículo que escribió?' sino '¿Es lo suficientemente confiable para ser creído? ¿Puedo confiar en él / su reclamo? ¿Me va a proporcionar datos concretos? '"(202) Los currículums son la forma principal en la que se demuestra esta credibilidad y las trayectorias profesionales son la historia de su uso. Los técnicos y los jugadores de ligas menores, por el contrario, no acumulan capital, sino que reciben un "salario" de los jugadores de las ligas mayores.

## Ediciones
Español
1995. La vida en el laboratorio: la construcción de los hechos científicos. Alianza Editorial.
Francés
1988. La Vie de laboratoire : la Production des faits scientifiques, París: La Découverte.ISBN 2-7071-4848-2, OCLC 19298021 .
Inglés
1979. Beverly Hills: Publicaciones sabias.ISBN 0-8039-0993-4.
. (1986), (online preview), Princeton, New Jersey: Princeton University Press, ISBN 0-691-09418-7, OCLC 4775088, consultado el 9 de octubre de 2010. Paperback. ISBN 0-691-02832-X .